# 置换矩阵
在数学中的矩阵论裡，置换矩阵（英語：permutation matrix）是一种系数只由0和1组成的方块矩阵。置换矩阵的每一行和每一列都恰好有一个1，其余元素都是0。在线性代数中，每个n阶的置换矩阵都代表了一个对n个元素（n维空间的基）的置换。当一个矩阵乘上一个置换矩阵时，所得到的是原来矩阵的横行（置换矩阵在左）或纵列（置换矩阵在右）经过置换后得到的矩阵。

## 严格定义
每个n元置换都对应着唯一的一个置换矩阵。设π 为一个n元置换：
{\displaystyle \pi :\lbrace 1,\ldots ,n\rbrace \to \lbrace 1,\ldots ,n\rbrace }
给出其映射图：
{\displaystyle {\begin{bmatrix}1&2&\cdots &n\\\pi (1)&\pi (2)&\cdots &\pi (n)\end{bmatrix}}}
它对应的n × n的置换矩阵Pπ是：在第i横行只有π(i)位置上系数为1，其余为0。即可以写做：
{\displaystyle P_{\pi }={\begin{bmatrix}\mathbf {e} _{\pi (1)}\\\mathbf {e} _{\pi (2)}\\\vdots \\\mathbf {e} _{\pi (n)}\end{bmatrix}}}
其中每个{\displaystyle \mathbf {e} _{j}}表示正则基中的第j个，也就是一个左起第j个元素为1，其余都是0的n元横排数组。
由于单位矩阵是
{\displaystyle I={\begin{bmatrix}\mathbf {e} _{1}\\\mathbf {e} _{2}\\\vdots \\\mathbf {e} _{n}\end{bmatrix}}}
置换矩阵也可以定义为单位矩阵的某些行和列交换后得到的矩阵。

## 性质
对两个n元置换π 和 σ的置换矩阵Pπ 和Pσ，有
{\displaystyle P_{\pi }P_{\sigma }=P_{\sigma \circ \pi }}
一个置换矩阵Pπ 必然是正交矩阵（即满足{\displaystyle P_{\pi }P_{\pi }^{T}=I}），并且它的逆也是置换矩阵：
{\displaystyle P_{\pi }^{-1}=P_{\pi ^{-1}}=P_{\pi }^{T}}
用置换矩阵{\displaystyle P_{\pi }}右乘一个列向量 g所得到的是 g 的系数经过置换后的向量：
{\displaystyle P_{\pi }\mathbf {g} ={\begin{bmatrix}\mathbf {e} _{\pi (1)}\\\mathbf {e} _{\pi (2)}\\\vdots \\\mathbf {e} _{\pi (n)}\end{bmatrix}}{\begin{bmatrix}g_{1}\\g_{2}\\\vdots \\g_{n}\end{bmatrix}}={\begin{bmatrix}g_{\pi (1)}\\g_{\pi (2)}\\\vdots \\g_{\pi (n)}\end{bmatrix}}.}
用置换矩阵{\displaystyle P_{\pi }}左乘一个行向量 h 所得到的是 h 的系数经过置换后的向量：
{\displaystyle \mathbf {h} P_{\pi }={\begin{bmatrix}h_{1}\;h_{2}\;\dots \;h_{n}\end{bmatrix}}{\begin{bmatrix}\mathbf {e} _{\pi (1)}\\\mathbf {e} _{\pi (2)}\\\vdots \\\mathbf {e} _{\pi (n)}\end{bmatrix}}={\begin{bmatrix}h_{\pi ^{-1}(1)}\;h_{\pi ^{-1}(2)}\;\dots \;h_{\pi ^{-1}(n)}\end{bmatrix}}}

## 置换矩阵与置换
设Sn是n次对称群，由于n置换一共有n! 个，n阶的置换矩阵也有n! 个。这n! 个置换矩阵构成一个关于矩阵乘法的群。这个群的单位元就是单位矩阵。设A是所有n阶的置换矩阵的集合。映射Sn → A ⊂ GL(n, Z2)是一个群的忠实表示。
对一个置换σ，其对应的置换矩阵Pσ是将单位矩阵的横行进行 σ 置换，或者将单位矩阵的横行进行 σ−1 置换得到的矩阵。
置换矩阵是双随机矩阵的一种。伯克霍夫-冯·诺伊曼定理说明每个双随机矩阵都是同阶的置换矩阵的凸组合，并且所有的置换矩阵构成了双随机矩阵集合的所有端点。
置换矩阵Pσ的迹数等于相应置换σ的不动点的个数。设 a1、a2、......、ak 为其不动点的序号，则ea1、ea2、......、eak 是Pσ的特征向量。
由群论可以知道，每个置换都可以写成若干个对换的复合。由此可知，置换矩阵Pσ都可以写成若干个表示两行交换的初等矩阵的乘积。Pσ的行列式就等于 σ 的符号差。

## 例子
对应于置换π = (1 4 2 5 3)的置换矩阵Pπ 是
{\displaystyle P_{\pi }={\begin{bmatrix}\mathbf {e} _{\pi (1)}\\\mathbf {e} _{\pi (2)}\\\mathbf {e} _{\pi (3)}\\\mathbf {e} _{\pi (4)}\\\mathbf {e} _{\pi (5)}\end{bmatrix}}={\begin{bmatrix}\mathbf {e} _{1}\\\mathbf {e} _{4}\\\mathbf {e} _{2}\\\mathbf {e} _{5}\\\mathbf {e} _{3}\end{bmatrix}}={\begin{bmatrix}1&0&0&0&0\\0&0&0&1&0\\0&1&0&0&0\\0&0&0&0&1\\0&0&1&0&0\end{bmatrix}}.}
给定一个向量 g，
{\displaystyle P_{\pi }\mathbf {g} ={\begin{bmatrix}\mathbf {e} _{\pi (1)}\\\mathbf {e} _{\pi (2)}\\\mathbf {e} _{\pi (3)}\\\mathbf {e} _{\pi (4)}\\\mathbf {e} _{\pi (5)}\end{bmatrix}}{\begin{bmatrix}g_{1}\\g_{2}\\g_{3}\\g_{4}\\g_{5}\end{bmatrix}}={\begin{bmatrix}g_{1}\\g_{4}\\g_{2}\\g_{5}\\g_{3}\end{bmatrix}}.}

## 推广
置换矩阵概念的一个推广是将方阵的情况推广到一般矩阵的情况：
一个m×n的0-1矩阵 P 是置换矩阵当且仅当 {\displaystyle P\cdot P^{T}=I_{m}}
这时一个0-1矩阵是置换矩阵当且仅当它的每一行恰有一个1，每一列至多有一个1。
置换矩阵概念的另一个推广是将每行的1变为一个非零的实数：
一个n阶的方块矩阵 P 是置换矩阵当且仅当其每一行与每一列都恰好只有一个系数不为零。
这时的置换矩阵P可以看做由0和1组成的置换矩阵Q与一个对角矩阵相乘的结果。